# Hugo Berggren (fotbollstränare)
Hugo Berggren, född 13 december 1992, är en svensk fotbollstränare.
Han har varit aktiv som tränare för ett flicklag i Värtans IK och Djurgårdens P97-lag. Säsongen 2011-12 var har tränare för Djurgårdens damlag tillsammans med Patrik Eklöf. 
Sedan 2016 har han varit involverad runt Djurgårdens IF Fotbolls herrlag, till en början i scoutingverksamheten och sedan som hjälptränare samt assisterande tränare.
Hugo Berggren är son till Henrik Berggren, VD i Djurgården Fotboll sedan 2013.